# Bocka (Windischleuba)
Bocka ist ein Ortsteil von Windischleuba im Landkreis Altenburger Land in Thüringen. Der Ort ist vor allem durch das seit 1996 jährlich im August stattfindende Bulldog-, Dampf- und Schleppertreffen bekannt, es ist eines der größten in Mitteldeutschland.

## Lage
Bocka liegt südöstlich von Windischleuba, östlich von Altenburg und an der Landesstraße 1353 in der Pleißenaue. Die Landschaft und die Gemarkung gehören zum überlössten Hügelland um Altenburg am Rande der Leipziger Tieflandsbucht. Im Norden und Osten grenzt Bocka an den sächsischen Landkreis Leipzig.

## Geschichte
Die urkundliche Ersterwähnung von Bocka fand in der Zeit zwischen 1181 und 1214 statt. Bis 1928 war Bocka in einen sächsischen und einen thüringischen Anteil geteilt.

### Bocka (thüringischer Anteil)
Der thüringische Anteil von Bocka gehörte zum Amt Altenburg, das mit dem Naumburger Vertrag 1554 endgültig ernestinisch wurde und in der Folge zu verschiedenen Ernestinischen Herzogtümern gehörte: Herzogtum Sachsen (1554 bis 1572), Herzogtum Sachsen-Weimar (1572 bis 1603), Herzogtum Sachsen-Altenburg (1603 bis 1672), Herzogtum Sachsen-Gotha-Altenburg (1672 bis 1826). 
Bei der Neuordnung der ernestinischen Herzogtümer im Jahr 1826 kam Bocka (thür. Anteil) zum wiedergegründeten Herzogtum Sachsen-Altenburg. Nach der Verwaltungsreform im Herzogtum gehörte der Ort juristisch zum Amtsgericht Altenburg und bezüglich der Verwaltung zum Ostkreis (bis 1900) bzw. zum Landratsamt Altenburg (ab 1900). Bocka (thür. Anteil) gehörte ab 1918 zum Freistaat Sachsen-Altenburg, der 1920 im Land Thüringen aufging. Seit 1922 gehörte der Ort zum thüringischen Landkreis Altenburg.

### Bocka (sächsische Anteil)
Der sächsische Anteil von Bocka bestand aus mehreren Splitterflächen im Westen und Osten des Orts. Sie gehörten um 1445/47 wie der thüringische Anteil zur Pflege Altenburg. Die Gerichtsbarkeit lag jedoch beim Rittergut Gnandstein und um 1696 beim Rittergut Wolftitz. Der sächsische Anteil von Bocka wurde von Mitte des 16. Jahrhunderts bis 1856 durch das Amt Borna verwaltet, das ab 1547 zum albertinischen Kurfürstentum Sachsen bzw. seit 1806 zum Königreich Sachsen gehörte. Bocka (sächs. Anteil) gehörte ab 1856 zum Gerichtsamt Frohburg und ab 1875 zur Amtshauptmannschaft Borna. Bei der Gründung des Freistaats Sachsen im Jahr 1918 verblieb Bocka (sächs. Anteil) als sächsische Exklaven im thüringischen Altenburger Land bestehen.

### Geschichte seit der Vereinigung im Jahr 1928
Im Jahr 1928 erfolgten ein Gebietsaustausch und eine Grenzbereinigung zwischen dem Freistaat Sachsen und dem Land Thüringen. Dabei wurden die Splitterflächen von Bocka (sächs. Anteils) an Thüringen abgegeben und mit Bocka (thür. Anteil) zur Gemeinde Bocka im thüringischen Landkreis Altenburg vereinigt. Am 1. Juli 1950 wurde Pöppschen nach Bocka eingemeindet. 
Bei der zweiten Kreisreform in der DDR wurden 1952 die bestehenden Länder aufgelöst und die Landkreise neu zugeschnitten. Bocka wurde dem verkleinerten Kreis Altenburg zugeteilt, der wiederum nun zum Bezirk Leipzig gehörte. Zum 1. Januar 1973 erfolgte die Eingemeindung von Bocka mit Pöppschen nach Windischleuba. Bei der Neugründung des Freistaats Thüringen im Jahr 1990 kam Bocka mit dem Kreis Altenburg wieder zu Thüringen. Seit 1994 ist der Ort Teil des Landkreises Altenburger Land. Im Jahr 2012 wohnten 217 Personen im Ortsteil. Kirchlich gehört der Ort nicht zur Evangelischen Kirche in Mitteldeutschland, sondern zur Evangelisch-Lutherischen Landeskirche Sachsens, Kirchspiel Kohrener Land.